# Amar a muerte
Amar a muerte è una telenovela messicana trasmessa su Las Estrellas e Univision dal 29 ottobre 2018 all'3 marzo 2019.

## Trama
Amar a muerte si concentra sulla vita di tre uomini che muoiono lo stesso giorno: León Carvajal, un magnate degli affari, viene assassinato dal suo braccio destro e amante di sua moglie lo stesso giorno del loro matrimonio, per conservare la sua fortuna. Macario Valdés è un killer a contratto detenuto in una prigione degli Stati Uniti per il quale è stato condannato a morte. Beltrán Camacho è un professore di antropologia che muore in un incidente stradale quando perde il controllo del suo camion e si ribalta in un fiume. Questi uomini muoiono lo stesso giorno e le loro anime si reincarnano in corpi diversi. L'anima dell'uomo d'affari rivivrà nel corpo dell'assassino giustiziato su una sedia elettrica e, da parte sua, l'anima dell'assassino rinascerà nel corpo del professore di antropologia.

## Personaggi

### Personaggi principali
- Lucía Borges Duarte de Carvajal, interpretata da Angelique Boyer
- Macario "El Chino" Valdés / León Gustavo Carvajal Torres / Jacobo Reyes, interpretato da Michel Brown
- Jonathan "Johnny" Corona, interpretato da Alejandro Nones
- Beltrán Camacho / Macario "El Chino" Valdés, interpretato da Arturo Barba
- Valentina Carvajal Pineda, interpretata da Macarena Achaga
- Eva Carvajal Pineda de Luna, interpretata da Claudia Martín
- Guadalupe "Lupita" Valdés, interpretata da Jessica Más
- Camilo Guerra, interpretato da Henry Zakka
- Emiliano Alvárez "El Alacrán", interpretato da Néstor Rodulfo
- Guillermo "Guille" Carvajal Pineda, interpretato da Gonzalo Peña
- Ispettore Morilla, interpretato da Roberto Duarte
- Alicia de Camacho, interpretata da Cinthia Vázquez
- Juliana Valdés, interpretata da Bárbara López
- Mateo Luna, interpretato da Cayetano Arámburo
- Renata Barranco, interpretata da Jessica Díaz
- León Gustavo Carvajal Torres, interpretato da Alexis Ayala

### Personaggi ricorrenti
- Javier Beltrán, interpretato da Alessio Valentini
- La Muerte, interpretata da Nastassia Villasana
- Carla Rojas / Geraldine, interpretata da Daniella Macías
- Don Teresio, interpretato da Fernando Gaviria
- Bárbara, interpretata da Raquel Garza
- Silvina 13, interpretata da Martha Zamora
- Gastón Salas, interpretato da Luis Romano
- Lucho, interpretato da Marco León